# Lithostege scripta
Lithostege scripta är en fjärilsart som beskrevs av Edward Alfred Cockayne 1953. Lithostege scripta ingår i släktet Lithostege och familjen mätare. Inga underarter finns listade i Catalogue of Life.